# Yxnevik
Yxnevik este o arie protejată (arie specială de conservare — SAC, sit de importanță comunitară — SCI) din Suedia întinsă pe o suprafață de 40,9 ha, integral pe uscat.

## Localizare
Centrul sitului Yxnevik este situat la coordonatele 57°39′26″N 16°35′41″E / 57.6571°N 16.5948°E.

## Înființare
Situl Yxnevik a fost declarat sit de importanță comunitară în ianuarie 2002 pentru a proteja 1 specie de animale. Situl a fost protejat și ca arie specială de conservare în martie 2011.

## Biodiversitate
Situată în ecoregiunile boreală și marină baltică, aria protejată conține 2 habitate naturale: Pășuni din zone de pădure fino-scandinave, Golfuri mici largi și golfuri puțin adânci.
La baza desemnării sitului se află o specie protejată de  nevertebrate: rădașcă (Lucanus cervus).